# Елленд Роуд
«Елленд Роуд Стедіум» (англ. Elland Road Stadium) — футбольний стадіон у Лідсі, Англія, домашня арена ФК «Лідс Юнайтед».
Стадіон побудований та відкритий 1897 року. У 1920-х, 1953, 1971, 1994, 2006, 2011–2012 роках реконструйований. У 1905, 1920-х, 1957, 1968, 1970, 1974, 1989, 1991, 1994 роках розширений.
Абсолютний рекорд відвідування арени зафіксовано 15 березня 1967 року під час матчу між «Лідс Юнайтед» та «Сандерлендом».